# Флет-Рок (Мічиган)
Флет-Рок (англ. Flat Rock) — місто (англ. city) в США, в округах Монро і Вейн штату Мічиган. Населення — 10 541 особа (2020).

## Географія
Флет-Рок розташований за координатами 42°5′49″ пн. ш. 83°16′11″ зх. д. / 42.09694° пн. ш. 83.26972° зх. д. (42.097062, -83.269835).  За даними Бюро перепису населення США в 2010 році місто мало площу 17,29 км², з яких 16,92 км² — суходіл та 0,37 км² — водойми.

## Демографія
Згідно з переписом 2010 року, у місті мешкало 9878 осіб у 3754 домогосподарствах у складі 2684 родин. Густота населення становила 571 особа/км².  Було 3995 помешкань (231/км²).
Расовий склад населення:
| - 91,1 % — білих - 4,1 % — чорних або афроамериканців - 0,8 % — азіатів - 0,5 % — корінних американців |

До двох чи більше рас належало 2,9 %. Частка іспаномовних становила 4,4 % від усіх жителів.
За віковим діапазоном населення розподілялося таким чином: 27,4 % — особи молодші 18 років, 62,2 % — особи у віці 18—64 років, 10,4 % — особи у віці 65 років та старші. Медіана віку мешканця становила 36,9 року. На 100 осіб жіночої статі у місті припадало 92,8 чоловіків;  на 100 жінок у віці від 18 років та старших — 89,6 чоловіків також старших 18 років.
Середній дохід на одне домашнє господарство  становив 69 708 доларів США (медіана — 56 700), а середній дохід на одну сім'ю — 80 790 доларів (медіана — 69 611). Медіана доходів становила 62 029 доларів для чоловіків та 51 033 долари для жінок. За межею бідності перебувало 12,6 % осіб, у тому числі 18,0 % дітей у віці до 18 років та 10,1 % осіб у віці 65 років та старших.
Цивільне працевлаштоване населення становило 4386 осіб. Основні галузі зайнятості: освіта, охорона здоров'я та соціальна допомога — 24,2 %, виробництво — 20,5 %, науковці, спеціалісти, менеджери — 11,1 %, роздрібна торгівля — 9,3 %.